# FC Concordia Wilhelmsruh
FC Concordia Wilhelmsruh is een Duitse voetbalclub uit Wilhelmsruh, een stadsdeel van de hoofdstad Berlijn.

## Geschiedenis
De club werd opgericht in 1895 als Berliner FC Concordia en was een van de stichtende clubs van de Duitse voetbalbond in 1900. De club speelde kort in de hoogste klasse, maar pendelde meestal tussen de tweede en derde klasse.
In 1924 fusioneerde de club en werd Ballspielclub Concordia Wilhelmsruh. Met welke club Concordia fusioneerde is op dit moment niet meer bekend. Na de Tweede Wereldoorlog werd de club heropgericht als SG Wilhelmsruh. In 1948 nam de club opnieuw de naam Concorida aan en speelde in de Amateurliga Berlin. In 1950 belandde de club in de tweede klasse van de DDR, maar dit bleek een maatje te groot voor de club en met slechts vier punten degradeerde de club na één seizoen. Net zoals stadsrivalen SG Hohenschönhausen en SG Köpenick werd de club niet financieel gesteund door een moederbedrijf, zoals de meeste andere clubs in Berlijn en kon daarom de concurrentie met de grote clubs niet aan. Een positief effect aan het feit dat de club zelfstandig was is dat ze een van de weinige clubs uit heel Oost-Duitsland waren die nooit van naam veranderden. De club verzonk in de anonimiteit van de laagste reeksen.
Na de Duitse hereniging werd in 1991 de naam FC Concordia Wilhelmsruh en de club bleef actief in de lagere reeksen. In 2015 promoveerde de club naar de Landesliga, waar de club na één jaar degradeerde. In 2017 degradeerde de club naar de Kreisliga en kon na drie jaar terugkeren.